# Брюллов, Николай Фёдорович
Николай Фёдорович Брюллов (1826—1885) — русский архитектор из семьи Брюлловых, мастер эклектического «кирпичного стиля», педагог. Академик (с 1860) и профессор (с 1864) Императорской Академии художеств.

## Биография
Родился 21 января (2 февраля) 1826 года. Сын Ф. П. Брюллова, племянник К. П. Брюллова.
Учился в Императорской Академии художеств. В период обучения получал награды Академии художеств: малая серебряная медаль (1846), большая серебряная (1847), малая золотая (1849) за программу «Проект дока с таможней, биржей и т.д.», большая золотая медаль (1850) за «проект публичного гульбища». Звание классного художника (1850). Отправлен за границу (1852) пенсионером Академии художеств на 6 лет.
Находясь в Риме, за представленное собрание, исполненных за границей рисунков и чертежей, был удостоен звания академика архитектуры (1860). Звание профессора Академии художеств 2-й степени (1864) без исполнения программы, ввиду усиленных занятий по компоновании проектов дворцов для великих князей — детей императора Александра II. Содействовал передаче в собственность Императорской Академии художеств картинной галереи графа А. Г. Кушелева-Безбородко.
Преподаватель Академии художеств (1868—1884). Архитектор Министерства Императорского двора (с 1860). Служил в ТСК МВД (с 1866), сверхштатный член ТСК МВД (1876—1885). Архитектор 3-й Санкт-Петербургской дистанции и полицейских зданий. Городской архитектор, член ряда комиссий Городской думы. Член-учредитель Петербургского общества архитекторов. Построил Александровскую барачную больницу в Санкт-Петербурге, перестроил Охтинское полицейское управление, вёл работы на Гагаринском буяне, для графа Кушелева-Безбородко.
Умер 18 (30) января 1885 года в Петербурге; был похоронен на Смоленском лютеранском кладбище.

## Проекты и постройки

### Санкт-Петербург
- Дом Е. К. Эренберга. Моховая ул., 4 (1866—1867) [4]
- Комплекс зданий Министерства внутренних дел. Пестеля ул., 9, 9В, 9Г (1868—1875) [5][6][7]
- Доходный дом Дурдина (перестройка). Большая Подьяческая ул., 24 (1870—1872) [8]
- Доходный дом барона А. И. Мирбаха. Садовая ул., 63 — Большая Подьяческая ул., 24х (1870—1872) [9]
- Отделка интерьеров особняка А. А. Половцова. Большая Морская ул., 52 — Мойки наб., 97 (1870—1874) [10][11]
- Дом княгини А. П. Львовой. Большая Морская ул., 46 (1871—1873) [12]
- Доходный дом. Мойки наб., 91 (1872) [13]
- Ограда Князь-Владимирского собора. Блохина ул., 26 (1872—1873)
- Доходный дом Брюлло (Брюлловых). Средний пр. ВО, 17 (1872—1873) [14]
- Здание Петровской пожарной части и полицейского управления. Главное здание с каланчой. Мичуринская ул., 5 (1872—1874) [15]
- Пожарное отделение и полицейское управление Петровской части. Служебный корпус. Пеньковая ул., 4 (1872—1874) [16]
- Пожарное депо. Пеньковая ул., 6 (1872—1874) [17]
- Здание сахарного завода Ф. Ф. Кешнера. 5-я линия ВО, 68 (1875) [18]
- Особняк К. Ф. Сименса (частичная перестройка). Кожевенная линия ВО, 38А (1875) [19]
- Здание пивоваренного завода т-ва «Гамбринус» (надстройка). 5-я линия ВО, 66 (1876)
- Производственное здание чугунолитейного завода В. С. Пульмана — двор. 24-я линия ВО, 5 (1877)
- Особняк Брусницыных. Двухэтажный склад во дворе Кожевенная линия ВО, 27 (1877) [20]
- Механический завод Р. Круга. Здание конторы. Смоленки наб., 19—21 (1878) [21]
- Особняк Г. К. Мессонье — правая часть (расширение и перестройка). Кожевенная линия ВО, 38 (1882—1883)
- Здание общежития для рабочих Кожевенного завода Брусницыных. Косая линия ВО, 15Вх (1882—1885) [22]